# Coelaenomenodera crassicornis
Coelaenomenodera crassicornis es un coleóptero de la familia Chrysomelidae.
Fue descrita científicamente en 1897 por Fairmaire.